# 戴立克得勝
戴立克得勝（英語：Victory of the Daleks）是科幻电视剧《異世奇人》的系列5第3集，2010年4月17日首播于英國廣播公司第一台和高清台。本集的编剧是马克·加蒂斯，导演是安德鲁·甘那。
本集中，博士（馬特·史密斯饰）与他的同伴艾米（凯伦·吉兰饰）到达了伦敦大轰炸时的伦敦， 温斯顿·丘吉尔（伊恩·麦克内斯饰）雇佣了布雷斯韦尔教授（比尔·帕特森饰）的科学制作“装甲舰”，用作武器。然而，博士认出了这艘装甲舰实际是他的死敌戴立克，正计划通过机器人布雷斯韦尔教授身体内的设备毁灭地球。
为了将受欢迎的戴立克写进本季节目，首席编剧史蒂芬·莫法特要求马克·加蒂斯写一集关于丘吉尔和戴立克的故事。本集引入了加蒂斯设计的戴立克的新“变种”，比以前的更大，有更多颜色。《戴立克得胜》在英国播出时有820万观众收看，播出当晚第二高。本集获得了毁誉参半或积极的评价；评论家表扬了麦克内斯和帕特森的表演，但认为这集过于仓促，如果写成两集会更好。